# Steven Marković
Steven Marković (in serbo Стивен Марковић?; Liverpool, 14 marzo 1985) è un ex cestista australiano con cittadinanza serba.

## Carriera
Con l'Australia ha disputato i Campionati mondiali del 2010.